# Міна (одиниця вимірювання)
Міна (лат. mina) — міра ваги в Стародавній Греції і на Близькому Сході.

## Часові зміни
- В архаїчний період: 1 міна = 600 грам
- У класичний період: 1 афінська міна = 436,6 грам
- Перська міна = 420 грам
- У Геродота = 341,20 грам

## Співвідношення з іншими одиницями ваги
- 1 талант = 60 мін
- 1 міна = 100 драхм
- 1 драхма = 6 оболів
- 1 оболус = 8 халків
- 1 халк = 2 лепти

## Галерея

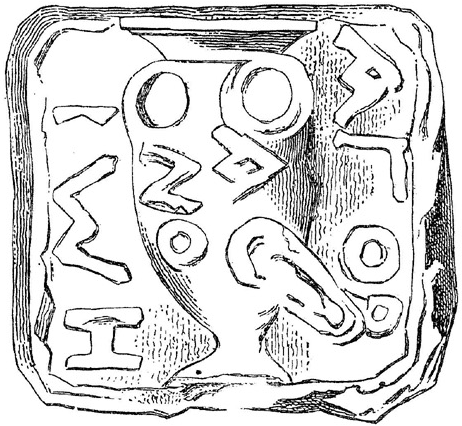
Афінська міна.
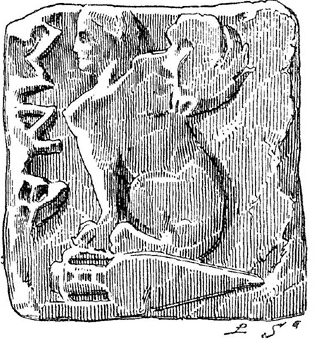
Міна з Хіоса.
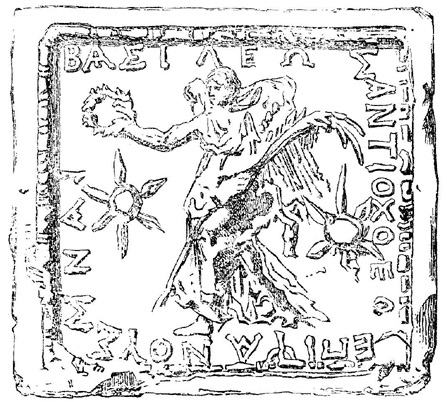
Міна Антіоха IV.
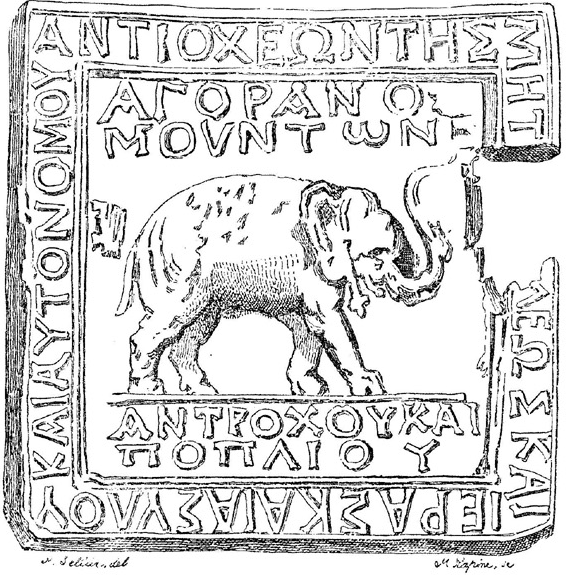
Міна з Антіохії.

1. ↑  http://www.livius.org/w/weights/weights.html
2. ↑  http://homepage.usask.ca/~jrp638/CourseNotes/weightsmeasures.html
3. 1 2  Мина // Мерави — Момоты — 1938. — Т. 39.
4. ↑  Мина, мера веса и денежная единица // Энциклопедический словарь — СПб: Брокгауз — Ефрон, 1896. — Т. XIX. — С. 330.